# Кушнир, Исаак Яковлевич
Исаак Яковлевич Кушнир (род. 23 ноября 1951, Капрешты, Флорештский район, Молдавская ССР) — российский искусствовед, коллекционер, меценат, издатель и куратор. Лауреат премии «Книжный червь» (2018).

## Биография
Родился в Капрештах, там же окончил среднюю школу и жил до 1969 года, был капитаном футбольной команды колхоза «Дружба». Отец, Яков Исаакович Кушнир (1923—?), уроженец села Проданешты, участник Великой Отечественной войны; после окончания войны занялся виноделием — более тридцати лет работал директором капрештского винпункта.
Окончил Ленинградский политехнический институт. Работал инженером-электриком (начальником технической подготовки, начальником заготовительно-сварочного производства) на заводе Электросила.
Автор, составитель и издатель серии книг издательского проекта «Авангард на Неве», посвящённых неформальному искусству Ленинграда 1960—1980-х годов — более 40 альбомов, среди которых «Пространство Стерлигова», «Школа Сидлина», «Арефьевский круг», «Геннадий Устюгов», «Александр Батурин», «Левон Лазарев», «Александр Манусов», «Евгений Михнов-Войтенко» и другие. Был куратором выставки «Авангард на Неве» в Третьяковской галерее, а также нескольких других выставок ленинградского андеграунда.
Собрал коллекцию свистулек (более 3 тысяч экспонатов), произведений ленинградских художников неформального искусства, в том числе самую крупную коллекцию работ Анатолия Каплана. Около трёхсот работ из коллекции графики и керамики Анатолия Каплана были переданы И. Я. Кушниром в Еврейский музей и центр толерантности в Москве, Музей изобразительных искусств имени А. С. Пушкина, Государственный Русский музей, Третьяковскую галерею, Музей Марка Шагала в Витебске и в планирующийся музей художника в Рогачёве. Организовал выставку графики А. Л. Каплана в Минске (2017).

## Книги
- Исаак Кушнир. Леон Нисенбаум. СПб: П.Р.П., 2000.
- Михаил Герман, Исаак Кушнир. Елена Фигурина. П.Р.П., 2003.
- Исаак Кушнир. Арон Зинштейн. СПб: П.Р.П., 2003.
- Исаак Кушнир. Юрий Жарких: Алфавит поэта (картины, поэмы, фотографии, рисунки). Alphabet du poète: tableaux, poemes, photos, dessins. СПб: П.Р.П., 2004.
- Исаак Кушнир. Валентин Левитин. Жанна Бровина. СПб: П.Р.П., 2004.
- Исаак Кушнир. Анатолий Заславский. СПб: П.Р.П., 2005.
- Исаак Кушнир. Владимир Овчинников. ООО П.Р.П., 2006.
- Ленинградский фотоандеграунд / составитель и автор статей Валерий Вальран; автор-составитель Исаак Кушнир. СПб: Palace Editions, 2007. — 319 с.
- Анатолий Каплан: Из коллекции Исаака и Людмилы Кушнир (Санкт-Петербург). Альманах Государственного русского музея России, 2007.
- Михаил Герман, Исаак Кушнир. Глеб Богомолов. СПб: П.Р.П., 2007.
- Исаак Кушнир, Марина Орлова. Михаил Карасик. СПб: П.Р.П., 2008.
- Михаил Герман, Исаак Кушнир. Юрий Жарких. СПб: П.Р.П., 2008.
- Исаак Кушнир. Виктор Шустров. СПб: П.Р.П., 2008. — 207 с.
- Исаак Кушнир, Светлана Дарсалия. Евгений Рухин: Альбом. СПб: П.Р.П., 2009.
- Екатерина Андреева, Александр Боровский, Елена Симун, Дмитрий Шаховской, Исаак Кушнир. Константин Симун. СПб: П.Р.П., 2009.
- Исаак Кушнир. Геннадий Зубков. СПб: П.Р.П., 2010. — 197 с.
- Наталья Адаскина, Наталья Козырева, Исаак Кушнир. Анатолий Каплан. М.: Государственная Третьяковская галерея, 2012.
- Исаак Кушнир. Я этим городом храним. Ленинград в творчестве художников 1920—1940-х годов: каталог выставки. СПб: K Gallery, 2013.
- Михаил Иванов, Николай Благодатов, Борис Файзуллин, Исаак Кушнир. Ленинградская коллекция. СПб: K Gallery, 2013.
- Исаак Кушнир, Людмила Кушнир. Анатолий Каплан: Ленинград. СПб: Вита Нова, 1014.
- Николай Суворов, Анна Демшина, Исаак Кушнир. Ленинградский андерграунд. СПб: Новый музей — ДЕАН, 2015.
- Исаак Кушнир. Сергей Ковальский: Параллелошар Мира. СПб: АДИА—М+ДЕАН, 2015.
- Исаак Кушнир. Лев Сморгон. Живопись, графика, скульптура. СПб: ДЕАН, 2018. — 195 с.
- Исаак Кушнир. Юрий Медведев: живопись, графика. СПб: ДЕАН, 2019. — 191 с.
- Исаак Кушнир. Мария Трегубенко: живопись, графика, скульптура. Серия «Авангард на Неве». СПб: ДЕАН, 2020. — 269 с.
- Исаак Кушнир. Александр Окунь: Живопись. Графика. Серия «Авангард на Неве». СПб: ДЕАН, 2020. — 197 с.
- Исаак Кушнир. Екатерина Посецельская: Живопись, графика. СПб: ДЕАН, 2020. — 269 с.